# アワモリ君西へ行く
『アワモリ君西へ行く』（アワモリくんにしへゆく）は、1961年12月24日に東宝系で上映された日本映画である。宝塚映画作品。カラー。東宝スコープ。83分。
キャッチコピーは「恋と歌の新天地 なんでもやらかせ俺たちゃ若いぞ」。

## 概要
『アワモリ君』映画化シリーズの第3作にして最終作。そして古澤憲吾監督作品初のカラー作品である。本作ではアワモリの親友・カバ山が大阪の支社に転勤となったことから、アワモリも商売のコツを学ぼうと一緒に大阪へ行き、そこで様々な事が起きるという設定になっている。
本作の最大の特徴は挿入歌が24曲もあるという点で、坂本九やジェリー藤尾らが様々な場面で歌を披露。この古澤映画最大の特徴である「突然ミュージカル」や爆発状などの場面転換シーン、そして「狭い空間をステージに変える」演出は、次々作『ニッポン無責任時代』で完成し、クレージー映画へ受け継がれることになる。
本作には宝塚映画常連の高島忠夫が、そして関西お笑い界から夢路いとし・喜味こいし、茶川一郎、藤田まことらが出演。劇中では、当時藤田が上方コメディ番組の生コマーシャルで発した台詞「効いてきた！」が使われている。

## スタッフ
- 製作：杉原貞雄、山本紫朗
- 原作：秋好馨（「週刊読売」連載『アワモリ君』より）
- 脚本：長瀬喜伴、新井一
- 監督：古澤憲吾
- 撮影：飯村正
- 音楽：神津善行
- 美術：加藤雅俊
- 照明：下村一夫
- 録音：上羽民夫

## 出演者
- アワモリ九：坂本九
- カバ山ダイガク：ジェリー藤尾
- 加代子：森山加代子
- アワモリ一：有島一郎
- カバ山万三：丘寵児
- カバ山よろめき：都家かつ江
- 高山老人（高山繊維会長）：左卜全
- 高山幸子（高山会長の孫）：浜美枝
- 高田（「轟商事」大阪支社課長）：高島忠夫
- チャイナ服の女（芳子）：筑波久子
- アワモリのおば（「大浪ホテル」経営者）：初音礼子
- 春ちゃん：渡辺トモコ
- 佐伯正子：柳川慶子
- 大場支店長：藤田まこと
- 黒田：茶川一郎
- 「轟商事」社員：夢路いとし（恋塚）、喜味こいし（糸川）
- 社員：石川進、増田多夢、佐野修、上野保夫（ダニー飯田とパラダイス・キング）
- 小柳ルミ：双葉京子
- 舎艦：中北千枝子
- 寮生・田中：鷹取まき子
- 紳士：富士野章介

## 同時上映
- 喜劇 駅前弁当 - 坂本九はこの作品にも出演している。本作は1961年12月31日をもって上映を終えたが、この作品は翌1962年1月2日まで上映されており、その間は本作に代わって黒澤明監督作品『椿三十郎』が併映されていた。

## 参考資料
1. ↑  資料室 ｜東宝WEB SITE。2019年4月9日閲覧。 アーカイブ 2018年11月13日 - ウェイバックマシン

- キネマ旬報[どれ?][要ページ番号]